# کوزوپولیانسکی
کوزوپولیانسکی (به لاتین: Kozopolyansky) یک منطقهٔ مسکونی در روسیه است که در آدیغیه واقع شده‌است.